# La Chapelaude
La Chapelaude település Franciaországban, Allier megyében. Lakosainak száma 941 fő (2022. január 1.). La Chapelaude Audes, Chambérat, Chazemais, Courçais, Domérat, Huriel és Vaux községekkel határos.

## Népesség
A település népességének változása:
| Lakosok száma | 881  | 860  | 982  | 959  | 984  | 1001 | 1007 | 966  | 945  | 941  |
|               | 1968 | 1982 | 1990 | 2006 | 2013 | 2015 | 2017 | 2019 | 2020 | 2022 |